# Clicked Singles Best 13
Clicked Singles Best 13 är en samlingsskiva med singlar av bandet L'Arc-en-Ciel. Det gavs ut 14 mars 2001 på Ki/oon Records.

## Låtlista
| Nr | Titel Japan, Kina, Thailand, Filippinerna, Malaysia Version | Musik * | Nr | Titel Korea Version                                                                               | Musik * |
| -- | ----------------------------------------------------------- | ------- | -- | ------------------------------------------------------------------------------------------------- | ------- |
| 1  | Blurry Eyes                                                 | Tetsu   | 1  | Blurry Eyes                                                                                       | Tetsu   |
| 2  | Flower                                                      | Hyde    | 2  | Flower                                                                                            | Hyde    |
| 3  | Lies and Truth                                              | Ken     | 3  | Lies and Truth                                                                                    | Ken     |
| 4  | Niji (虹 Regnbåge?)                                         | Ken     | 4  | Niji                                                                                              | Ken     |
| 5  | Winter Fall                                                 | Ken     | 5  | Winter Fall                                                                                       | Ken     |
| 6  | Dive to Blue                                                | Tetsu   | 6  | Dive to Blue                                                                                      | Tetsu   |
| 7  | Honey                                                       | Hyde    | 7  | Honey                                                                                             | Hyde    |
| 8  | Heaven's Drive                                              | Hyde    | 8  | Heaven's Drive                                                                                    | Hyde    |
| 9  | Pieces                                                      | Tetsu   | 9  |                                                                                                   | Tetsu   |
| 10 | Driver's High                                               | Tetsu   | 10 | Driver's High                                                                                     | Tetsu   |
| 11 | Neo Universe                                                | Ken     | 11 | Neo Universe                                                                                      | Ken     |
| 12 | Stay Away                                                   | Tetsu   | 12 | Stay Away                                                                                         | Tetsu   |
| 13 | Anemone                                                     | Hyde    | 13 | Anemone                                                                                           | Hyde    |
| ‐  | ‐                                                           | ‐       | 14 | Natsu no Yuutsu [Time to Say Good-Bye] (夏の憂鬱 [time to say good-bye] Fördjupning av Sommaren?) | Ken     |
| ‐  | ‐                                                           | ‐       | 15 | Snow Drop                                                                                         | Tetsu   |
| Nr | Titel Taiwan Version                                        | Musik * | Nr | Titel Hong Kong Version                                                                           | Musik * |
| 1  | Blurry Eyes                                                 | Tetsu   | 1  | Blurry Eyes                                                                                       | Tetsu   |
| 2  | Flower                                                      | Hyde    | 2  | Flower                                                                                            | Hyde    |
| 3  | Niji                                                        | Ken     | 4  | Niji                                                                                              | Ken     |
| 4  | Winter Fall                                                 | Ken     | 5  | Winter Fall                                                                                       | Ken     |
| 5  | Dive to Blue                                                | Tetsu   | 6  | Dive to Blue                                                                                      | Tetsu   |
| 6  | Honey                                                       | Hyde    | 7  | Honey                                                                                             | Hyde    |
| 7  | Snow Drop                                                   | Tetsu   | 3  | Heaven's Drive                                                                                    | Hyde    |
| 8  | Heaven's Drive                                              | Hyde    | 8  | Pieces                                                                                            | Tetsu   |
| 9  | Pieces                                                      | Tetsu   | 9  | Driver's High                                                                                     | Tetsu   |
| 10 | Driver's High                                               | Tetsu   | 10 | Neo Universe                                                                                      | Ken     |
| 11 | Neo Universe                                                | Ken     | 11 | Finale                                                                                            | Ken     |
| 12 | Stay Away                                                   | Tetsu   | 12 | Stay Away                                                                                         | Tetsu   |
| 13 | Anemone                                                     | Hyde    | 13 | Anemone                                                                                           | Hyde    |

* Alla text vid Hyde.